# Kalupe
Kalupe (ryska: Калупе) är en ort i Lettland.   Den ligger i kommunen Daugavpils novads, i den sydöstra delen av landet, 180 km sydost om huvudstaden Riga. Kalupe ligger 104 meter över havet och antalet invånare är 684.
Terrängen runt Kalupe är mycket platt. Runt Kalupe är det glesbefolkat, med 15 invånare per kvadratkilometer. Kalupe är det största samhället i trakten. Omgivningarna runt Kalupe är en mosaik av jordbruksmark och naturlig växtlighet.